# دوري الدرجة الأولى الروماني 1924–25
دوري الدرجة الأولى الروماني 1924–25 (بالرومانية: Divizia A 1924-1925)‏ هو الموسم 13 من  دوري الدرجة الأولى الروماني. أقيم خلال الفترة 5 يوليو 1925 وحتى 9 أغسطس 1925، وأشرف على تنظيمه اتحاد رومانيا لكرة القدم، وكان عدد الأندية المشاركة فيه  9.